# Arthur Kaye (3e baronnet)
Arthur Kaye, 3e baronnet (environ 1670-1726), de Woodsome Hall, près de Huddersfield, dans le Yorkshire, est un homme politique conservateur anglais qui siège à la Chambre des communes de 1710 à 1726.

## Biographie

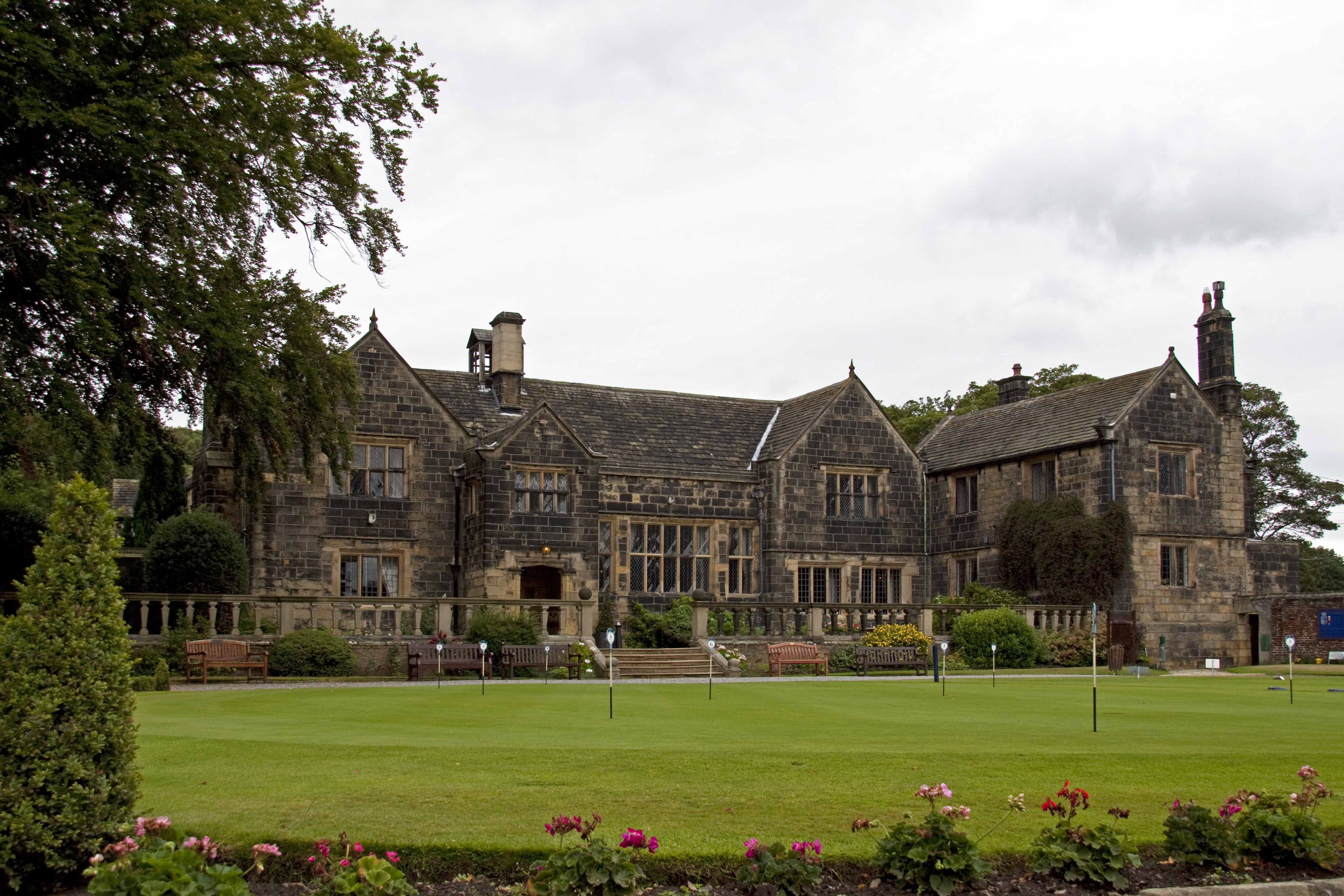
Woodsome Hall - siège de la famille Kaye

Il est né vers 1670, troisième fils de John Kaye, deuxième baronnet. Il s'inscrit à Christ Church (Oxford) le 2 mars 1686, à l'âge de 15 ans. Il succède à son père comme baronnet le 8 août 1706.
Il est élu député du Yorkshire lors des élections générales de 1710 et est réélu sans opposition en 1713, 1715 et 1722.
Il meurt le 10 juillet 1726, laissant une fille, Elizabeth, qui épouse George Legge, vicomte Lewisham, héritier du 1er comte de Dartmouth. Malheureusement, le vicomte Legge meurt peu de temps après, en 1732, et son fils aîné, William Legge (2e comte de Dartmouth) lui succède.